# Peter Škantár
Peter Škantár (Kežmarok, 20 de julio de 1982) es un deportista eslovaco que compitió en piragüismo en la modalidad de eslalon. Su primo Ladislav Škantár compitió en el mismo deporte.
Participó en los Juegos Olímpicos de Río de Janeiro 2016, obteniendo una medalla de oro en la prueba de C2.
Ganó once medallas en el Campeonato Mundial de Piragüismo en Eslalon entre los años 2007 y 2017, y catorce medallas en el Campeonato Europeo de Piragüismo en Eslalon entre los años 2004 y 2016.

## Palmarés internacional
| Juegos Olímpicos   | Juegos Olímpicos               | Juegos Olímpicos  | Juegos Olímpicos |
| Año                | Lugar                          | Medalla           | Competición      |
| ------------------ | ------------------------------ | ----------------- | ---------------- |
| 2016               | Río de Janeiro (Brasil)        | Medalla de oro    | C2 individual    |
| Campeonato Mundial |                                |                   |                  |
| Año                | Lugar                          | Medalla           | Competición      |
| 2007               | Foz do Iguaçu (Brasil)         | Medalla de bronce | C2 por equipos   |
| 2009               | Seo de Urgel (España)          | Medalla de oro    | C2 por equipos   |
| 2009               | Seo de Urgel (España)          | Medalla de plata  | C2 individual    |
| 2011               | Bratislava (Eslovaquia)        | Medalla de plata  | C2 por equipos   |
| 2011               | Bratislava (Eslovaquia)        | Medalla de bronce | C2 individual    |
| 2013               | Praga (República Checa)        | Medalla de plata  | C2 por equipos   |
| 2013               | Praga (República Checa)        | Medalla de bronce | C2 individual    |
| 2014               | Deep Creek (Estados Unidos)    | Medalla de plata  | C2 por equipos   |
| 2014               | Deep Creek (Estados Unidos)    | Medalla de bronce | C2 individual    |
| 2017               | Pau (Francia)                  | Medalla de plata  | C2 individual    |
| 2017               | Pau (Francia)                  | Medalla de bronce | C2 por equipos   |
| Campeonato Europeo |                                |                   |                  |
| Año                | Lugar                          | Medalla           | Competición      |
| 2004               | Skopie (Macedonia)             | Medalla de plata  | C2 por equipos   |
| 2004               | Skopie (Macedonia)             | Medalla de bronce | C2 individual    |
| 2005               | Tacen (Eslovenia)              | Medalla de oro    | C2 por equipos   |
| 2005               | Tacen (Eslovenia)              | Medalla de bronce | C2 individual    |
| 2007               | Liptovský Mikuláš (Eslovaquia) | Medalla de oro    | C2 individual    |
| 2008               | Cracovia (Polonia)             | Medalla de plata  | C2 individual    |
| 2008               | Cracovia (Polonia)             | Medalla de bronce | C2 por equipos   |
| 2010               | Bratislava (Eslovaquia)        | Medalla de oro    | C2 individual    |
| 2011               | Seo de Urgel (España)          | Medalla de bronce | C2 individual    |
| 2011               | Seo de Urgel (España)          | Medalla de bronce | C2 por equipos   |
| 2014               | Viena (Austria)                | Medalla de oro    | C2 individual    |
| 2014               | Viena (Austria)                | Medalla de oro    | C2 por equipos   |
| 2015               | Markkleeberg (Alemania)        | Medalla de oro    | C2 por equipos   |
| 2016               | Liptovský Mikuláš (Eslovaquia) | Medalla de oro    | C2 por equipos   |